# 安古维尔
安古维尔（法語：Ingouville，法語發音：[ɛ̃ɡuvil]），又称滨海安古维尔（Ingouville-sur-Mer，[ɛ̃ɡuvil syʁ mɛʁ]），是法国滨海塞纳省的一个市镇，属于迪耶普区。

## 地理
安古维尔（49°50'23"N, 0°41'13"E）面积7.91 平方千米，位于法国诺曼底大区滨海塞纳省，该省份为法国北部沿海省份，其西部及北部濒大西洋英吉利海峡，东起顺时针与索姆省、瓦兹省、厄尔省和卡爾瓦多斯省接壤。
与安古维尔接壤的市镇（或旧市镇、城区）包括：内维尔、圣西尔万、科地区圣瓦勒里。

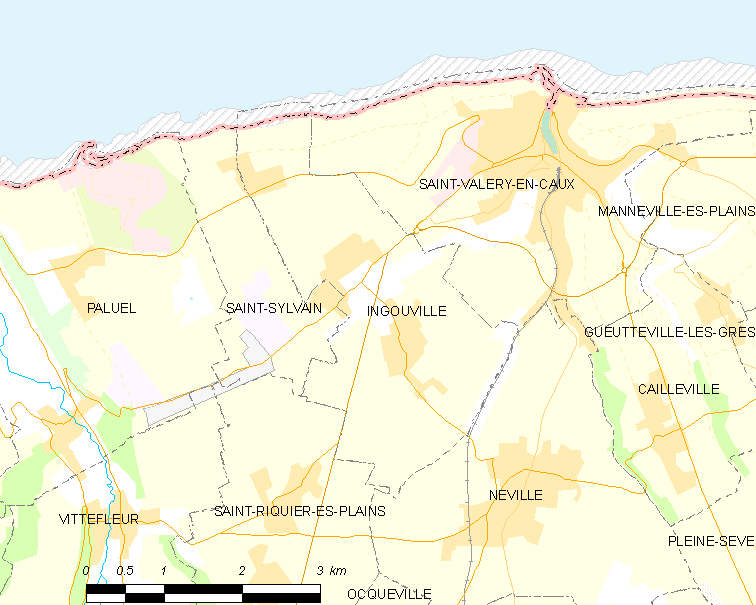
安古维尔的OSM定位图

安古维尔的时区为UTC+01:00、UTC+02:00（夏令时）。

## 行政
安古维尔的邮政编码为76460，INSEE市镇编码为76375。

## 政治
安古维尔所属的省级选区为科地区圣瓦勒里县。

## 人口

1962-2008年间安古维尔人口变化图示

安古维尔于2022年1月1日时的人口数量为277人。